# Війна подружжя Роуз
«Війна подружжя Роуз» — кінофільм за мотивами роману Уоррена Адлера. Назва натякає на Війну Червоної та Білої троянд. Третій спільний проєкт акторського тріо Дугласа, Тернер та Де Віто після «Романа з каменем» та «Перлини Нілу».

## Сюжет
Сюжет стає відомим із розмови адвоката Гейвіна Д'Амато (Денні Де Віто) з клієнтом, якого він відмовляє від поспішного рішення про розлучення. Адвокат згадує історію своїх знайомих — подружньої пари Роузів.
Олівер та Барбара Роуз — багаті американці, живуть в щасливому шлюбі багато років. Будинок — повна чаша, діти навчаються в престижних коледжах, але поступово сімейні відносини погіршуються. Через непорозуміння і дрібнички між подружжям починається маленька сварка, формальним приводом якої стали надмірні, на думку Олівера, витрати Барбари. Сварка переростає в справжній збройний конфлікт. Барбара намагається задушити чоловіка, і він з підозрою на серцевий напад потрапляє до лікарні.
Після повернення Олівера подружжя, вже колишнє, ділить будинок на дві окремі половини. Олівер випадково вбиває улюблену кицьку Барбари, а вона у відповідь згодовує чоловікові його улюбленого пса. Загалом, всі сатаніють. Барбара і Олівер намагаються знищити один одного та чуже майно.

## В ролях
| Актор              | Роль           |
| ------------------ | -------------- |
| Денні Де Віто      | Гейвін Д’Амато |
| Майкл Дуглас       | Олівер Роуз    |
| Кетлін Тернер      | Барбара Роуз   |
| Маріанна Сагебрехт | Сьюзен         |
| Шон Астін          | Джош Роуз      |
| Пітер Гансен       | Маршалл        |
| Ден Кастелланета   | клієнт Гейвіна |

## Премії та номінації
- 1990 — премія «Золотий екран»[1]
- 1990 — номінація на премію Золотий Глобус:
  - Найкращий фільм, найкращий актор та акторка[2]
- 1990 — номінація на премію BAFTA:
  - найкращий сценарій[3]